# Emil Damirowitsch Saifutdinow

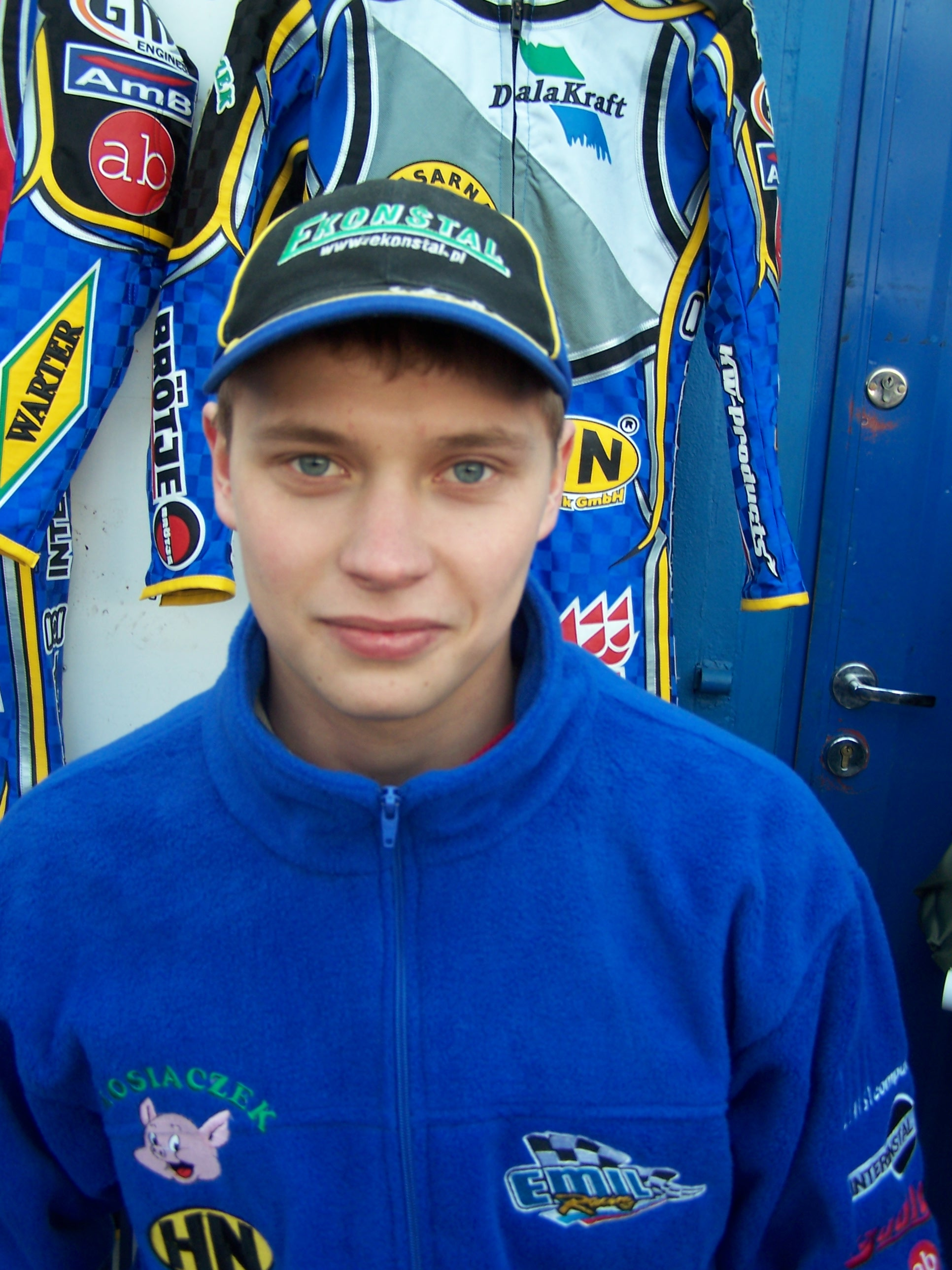
Emil Saifutdinow, 2008

Emil Damirowitsch Saifutdinow (russisch Эмиль Дамирович Сайфутдинов; * 26. Oktober 1989 in Salawat, Baschkirische ASSR, Sowjetunion) ist ein russischer Speedwayfahrer.

## Karriere
Er gewann in den Jahren 2007 und 2008 die Speedway-U21 Weltmeisterschaft und startet seit 2009 im Speedway-WM Grand Prix. Er fuhr in den Jahren 2009, 2011 und 2012 für die Russische Föderation im Speedway-World-Team-Cup (SWC). Seine Karriere startete er 2005 in Toljatti beim Speedwayclub Mega-Lada.
Im Jahr 2011 belegte er am Ende den 6. Platz im Grand Prix, im Jahr 2012 Platz 5 und im Jahr 2013 wieder Platz 6, obwohl er an den drei letzten WM-Grands-Prix in Krsko, Stockholm und Toruń aufgrund eines schweren Rennunfalls bei einem Ligarennen in der Motoarena Toruń am 31. August 2013 nicht teilnehmen konnte, wegen schwerer Bänderveletzungen am Knie und Ellenbogen.

## Erfolge
- Einzel:

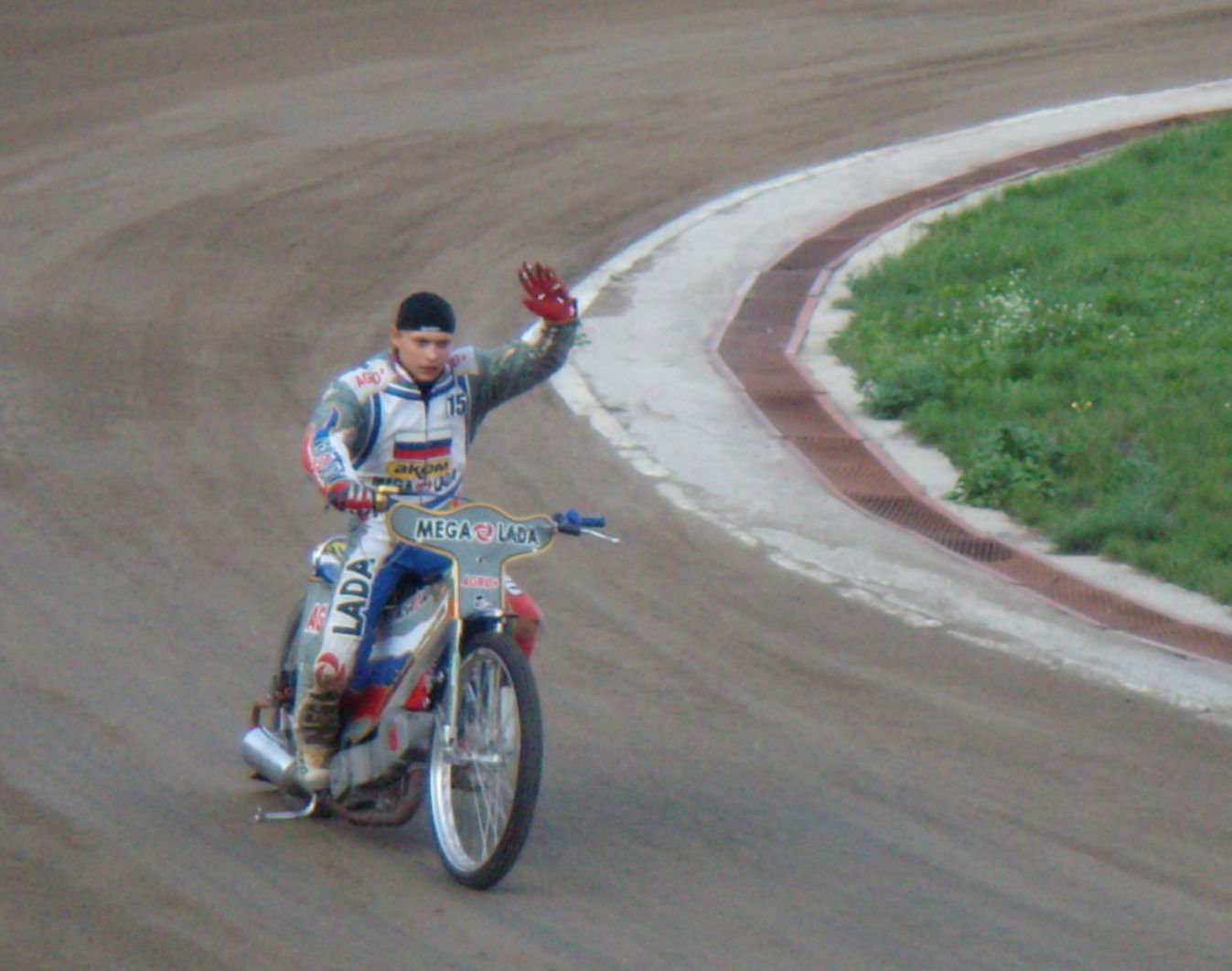
Emil Saifutdinow nach einem Sieg in Toljatti, Russland

  - Junioren-Weltmeister 2007 und 2008
  - WM-Grand Prix:
  - 2009: permanente Wildcard
  - 2011: 6. Platz
  - 2012: 5. Platz
  - 2013: 6. Platz
  - 2014: Speedway-Europameister
  - 2015: Speedway-Europameister

- Team:
  - World-Team Cup: seit 2009 für Russland
  - Polnische Liga: Dospel Częstochowa
  - Russische Liga: Mega Lada Toljatti
  - Schwedische Liga: ab 2014.